# Персидские походы в Египет (385—342 до н. э.)
Персидские походы в Египет в 385—342 годах до н. э. — военные кампании персов с целью подчинить отпавший от их власти Египет.
В самом конце V века до н. э. Египет вернул себе независимость в результате восстания Амиртея, и с этого времени одной из задач персидской политики было вернуть под свою власть столь важную территорию. Достижение этой цели затруднялось ввиду низкой боеспособности персидской армии, а также постоянных внутренних неурядиц в самой империи Ахеменидов, и в результате заняло почти 60 лет.

## Поход 385—383 до н. э.
Готовясь к войне с Персией, египтяне активно искали союзников. В 395 до н. э. Египет направил значительную помощь спартанскому флоту, собравшемуся у Родоса, но корабли были перехвачены афинянами. В 389 до н. э. Ахорис вступил в союз с царем Саламина на Кипре Эвагором, которому оказал большую помощь против персов. В следующем году при посредничестве Эвагора был заключён союз Египта с Афинами. Также египетский царь заручился поддержкой Барки (Кирена), писидийцев и арабов Палестины.
С помощью афинского стратега Хабрия, вынужденного покинуть Кипр после подписания Анталкидова мира, и около 386 до н. э. нанявшегося на службу в Египет, были проведены обширные работы по укреплению обороны восточной Дельты.
Первую попытку вернуть Египет под свою власть персы предприняли в 380-е гг. до н. э., по всей видимости, после заключения Анталкидова мира, и непосредственно перед решительным наступлением на Кипре. Командовать войсками были назначены Аброком, Фарнабаз и Тифравст. Война продлилась три года, по наиболее обоснованной датировке, в 385—383 до н. э., и не принесла персам никаких успехов. Более того, при поддержке арабов и киприотов египтяне, по-видимому, предприняли контрнаступление в южной Сирии.
По словам Исократа, царь Персии послал

на эту войну знатнейших из персов, Аброкома, Тифравста и Фарнабаза. Эти полководцы, проведя там три года и претерпев больше вреда, чем причинив, в конце концов разве не отступили с таким позором, что восставшие больше не довольствовались своей независимостью, но стремились добиться власти и над своими соседями?— Исократ. IV. Панегирик, 140.
Сведений о ходе боевых действий в имеющихся источниках не сохранилось.

## Поход 373 до н. э.
В 380/379 до н. э., готовя новую кампанию, персы добились у афинян отзыва Хабрия из Египта. Командующим персидскими войсками был назначен Фарнабаз, у которого ушло несколько лет на подготовку похода. В качестве командира наёмников персы просили прислать Ификрата, и афиняне согласились, так как рассчитывали обеспечить тем самым дружественную позицию Персии в продолжавшейся уже несколько лет войне со Спартой.
По данным Диодора, несомненно, сильно преувеличенным, армия, собравшаяся в городе Аку в 374/373 до н. э., насчитывала 200 тыс. варваров и 20 тыс. греческих наёмников (Корнелий Непот указывает цифру 12 тыс.). Флот состоял из 30 триер, двухсот прочих кораблей и большого числа транспортов.
Для выплат наёмникам персы отчеканили оригинальную монету, сочетавшую персидскую и греческую символику: на аверсе был изображён лучник, а на реверсе — голова Афины.
Отношения между командующими сразу не заладились. По словам Диодора, Хабрий удивлялся, почему Фарнабаз, столь разумный и смелый в речах, так вял и медлителен в деле. На прямой вопрос тот ответил, что он хозяин своего слова, но царь — хозяин его действий.
Медлительность персов позволила фараону Нектанебу укрепить сухопутные подходы к Дельте, соединить каналами все рукава Нила, и хорошо подготовиться к обороне. Первоначально Фарнабаз планировал провести десант у Пелусия, но увидев как тот хорошо защищён, изменил план и вместе с Ификратом и тремя тысячами воинов передового отряда высадился у другого нильского рукава перед крепостью Мендесий, прикрывавшей устье. Египтяне вывели три тысячи пехоты и конницы, чтобы выбить противника с захваченного плацдарма, но в жестоком сражении были разбиты, благодаря своевременной высадке подкреплений. Затем войска Ификрата взяли крепость.
От пленных афинский стратег узнал, что Мемфис недостаточно подготовлен к обороне, и предложил Фарнабазу немедленно наступать на египетскую столицу, пока туда не подошли основные силы противника. Перс на это ответил, что в поход выступит, только когда войска полностью высадятся, и будет обеспечено превосходство в силах. Ификрат, понимавший, что нельзя упускать инициативу, предложил взять город силами одних наёмников, но и тут получил отказ. Тем временем, пока персы теряли время, египтяне стянули в Мемфис войска, а затем с крупными силами выступили к Мендесию. В состоявшемся возле разрушенной крепости сражении они, благодаря численному преимуществу, одержали победу над персами, нанеся им крупные потери.
Кампания затянулась, начался разлив Нила, и персам пришлось эвакуироваться из Египта. На обратном пути отношения между Ификратом, на которого персидские командиры писали доносы, и Фарнабазом испортились окончательно, и афинянин как-то ночью тайком бежал на корабле, так как опасался повторить судьбу Конона. Фарнабаз отправил в Афины послов, обвиняя Ификрата в провале кампании, но афиняне на это ответили, что сами проведут расследование, и если выявят какие-либо нарушения, то накажут стратега.
Таким образом, несмотря на многолетнюю подготовку и огромные затраты, экспедиция закончилась позорным провалом по вине главнокомандующего, боявшегося принимать ответственные решения, за которые, в случае неудачи, на него мог обрушиться царский гнев.
Поход 373 до н. э. знаменит, в основном, тем, что именно в ходе подготовке к нему Ификрат завершил создание нового типа воинов — пельтастов.
Фарнабаз был заменён на посту командующего Датамом, а командиром наёмников летом 372 до н. э. должен был стать Тимофей, однако новый поход на Египет не состоялся, так как Датам поднял восстание против царя.

## Война 361 до н. э.
Ставший в 362 до н. э. царем Египта Тах заключил союз с восставшими сатрапами против Артаксеркса, чтобы самому перейти в наступление в Сирии и Палестине. По словам Диодора, Тах собрал 80-тыс. войско, к которому присоединил 10 тыс. греческих наёмников. Их командиром был назначен спартанский царь Агесилай, направленный своим правительством, чтобы заработать денег для казны. Он привёл с собой тысячу гоплитов (возможно, неодамодов; Плутарх считает их наёмниками) и 30 спартиатов в качестве советников. Командующим флотом (200 триер) был назначен Хабрий, нанявшийся на службу как частное лицо.
На оплату услуг наёмников и прочие военные расходы требовались деньги, но в Египте с его архаичной экономикой денежное обращение было слаборазвито, а потому под руководством Хабрия была проведена хитроумная финансовая реформа, позволившая изъять у населения драгоценные металлы. Кроме того, по афинскому образцу, был введён чрезвычайный военный налог,.
Агесилай и Хабрий советовали Таху остаться в Египте, и поручить войска своим полководцам, но царь не последовал этому разумному совету. Весной 361 до н. э. египетское войско, разделённое на две армии, вторглось в Сирию и Палестину, правители которых также восстали против Персии. Поход начался успешно. Армия, при которой находился царь, действовала в Финикии, другая, которой командовал Нектанеб (предположительно, племянник Таха) продвигалась в Северную Сирию.
В это время отец Нектанеба, оставленный наместником в Египте, отложился от царя и предложил сыну стать фараоном и выступить против Таха. Нектанеб склонил войско на свою сторону и провозгласил себя царем. Последней надеждой Таха были греческие наёмники, но если Хабрий сохранял верность, пока оставались шансы на победу, то Агесилай решил перейти на сторону узурпатора. Тах и Хабрий пытались его отговорить и даже направили послов в Спарту с просьбой сохранить верность союзникам, но тамошнее правительство со своим обычным цинизмом заявило, что Агесилай волен принимать любое решение, лишь бы оно принесло пользу государству.
В результате Таху пришлось бежать к своему союзнику Стратону Сидонскому, а затем ко двору персидского царя, а в Египте началась гражданская война при активном участии Агесилая.
Лаконофил Ксенофонт пытался оправдать действия Агесилая, но авторы проафинской ориентации, на трудах которых основывался Плутарх, справедливо указывают, что престарелый спартанский царь (ему было уже за 80), предав нанимателя, нарушил своего рода кодекс чести наёмников, чем окончательно запятнал свою репутацию,.

Таким-то образом Агесилай со своими наёмниками перешёл на сторону Нектанебида, совершив под предлогом пользы для отечества неуместный и неподобающий поступок; ибо, если отнять этот предлог, то наиболее справедливым названием для такого поступка будет предательство.— Плутарх. Агесилай, 37.

## Поход 350 до н. э.
Новую попытку завоевать Египет предпринял царь Артаксеркс III. В ходе подготовки к кампании персидские послы в 351 до н. э. посетили крупнейшие греческие государства с предложением поучаствовать в походе. Афины и Спарта подтвердили свои дружественные отношения с Персией, но от заключения союза отказались и войск не дали. Фиванцы же, отчаянно нуждавшиеся в деньгах во время Третьей Священной войны, по предположению Ю. Белоха, в обмен на 300 талантов предоставили тысячу гоплитов во главе с Лакратом.
Подробности похода неизвестны (Диодор лишь сообщает, что у персидского царя было огромное войско, а египетской армией командовали опытные стратеги афинянин Диофант и спартанец Ламий), а результатом было настолько позорное поражение, что после него от персидского царя отложились Финикия и Кипр.
Исократ в речи, адресованной в 346 до н. э. Филиппу Македонскому, пишет о поражении Артаксеркса следующее:

Собрав самое большое, какое он только мог, войско и отправившись против них в поход, он вернулся оттуда не только побеждённый, но и осмеянный всеми, не достойный, по общему мнению, быть ни царем, ни полководцем. Кипр, Финикия, Киликия и соседние с ними страны, откуда персы получали флот, принадлежали тогда царю; но теперь одни отпали, другие находятся в состоянии войны и переживают такие бедствия, что царю от этих народов нет никакой выгоды, а тебе они будут полезны, если ты захочешь начать войну против него.— Исократ. V. Филипп, 101—102.

## Поход 343—342 до н. э.
Предполагается, что последний персидский поход в Египет был заключительным этапом войны, начатой Артаксерксом с целью отвоевать все отпавшие территории (345—342 до н. э.) И в самом деле, прежде чем двигаться на Египет, надо было вернуть под свою власть Финикию и Кипр.

### Финикия и Кипр
Центром восстания финикийцев был Триполис, расположенный между Арвадом и Библом. Царь Сидона Теннес, возглавлявший финикийцев, получил в 346/345 до н. э. из Египта 4 000 греческих наёмников во главе с родосцем Ментором. С этим отрядом и местным ополчением он разбил войска сатрапов Сирии и Киликии Белеса и Маздея, пытавшихся подавить восстание.
На Кипре цари девяти городов, которым принадлежал весь остров, изгнали персов и объявили свои царства независимыми. Организация экспедиции на Кипр была поручена сатрапу Карии Гидриею. Тот собрал 8 тыс. наёмников и флот в 40 триер, поставив во главе афинского стратега Фокиона и изгнанного из Саламина царя Эвагора. Высадившись в 344 до н. э. на Кипре, они осадили Саламин — крупнейший город и центр повстанцев — с суши и моря. Поскольку остров не подвергался нашествиям уже более 30 лет, со времен Кипрской войны, и там можно было рассчитывать на богатую добычу, скоро войско Фокиона удвоилось за счёт наёмников, прибывавших из разных мест Сирии и Киликии.
К началу 343 до н. э. почти весь Кипр был завоеван, и положение осажденного Саламина стало безнадёжным. Царь Пнитагор сдал город, подчинившись Артаксерксу, и был оставлен у власти.
В 343 до н. э. персидский царь во главе огромной армии вступил в Финикию. По сильно преувеличенному сообщению Диодора, эта армия насчитывала 300 тыс. человек, в том числе 30 тыс. всадников. Флот состоял из 300 кораблей и 500 транспортов. Был организован сбор наёмников. Фивы снова выставили тысячу гоплитов под командованием Лакрата, Аргос послал три тысячи, командование над ними по настоятельной просьбе царя было поручено стратегу Никострату, отличавшемуся редкой физической силой. В бою он надевал на себя львиную шкуру и орудовал дубиной, подражая Гераклу. 6 тыс. гоплитов предоставили города Малой Азии, таким образом, царь имел в своем распоряжении 10 тыс. греческих наёмников.

### Взятие Сидона
Персидское войско подступило к Сидону. Большой и богатый город хорошо подготовился к обороне: помимо высоких стен он был окружен тройным глубоким рвом, были созданы большие запасы оружия и метательных снарядов, подготовлено много хорошо обученных ополченцев. Флот насчитывал более ста триер и пентер.
Все эти приготовления пошли прахом. Царь Теннес, прознав о силе персидского войска и не надеясь на победу, решил ценой предательства спасти свою жизнь. Он привлек на свою сторону Ментора, а потом выступил из города в сопровождении ста виднейших граждан и пятисот воинов, якобы для консультаций с союзниками. Вместо этого он передал своих спутников в руки Артаксеркса, который всех перебил. После этого наёмники Ментора впустили в город персидские войска. Жители Сидона, которые до этого сожгли свои корабли, чтобы никто не смог бежать из города, бросив остальных защитников, стали жертвами Артаксеркса, заменявшего отсутствие военных и политических талантов звериной жестокостью. На этот раз он решил примерно наказать сидонцев, чтобы устрашить прочие мятежные города.
В Сидоне началась безжалостная резня. Многие жители запирались в своих домах и сжигали себя вместе с семьями. Тех, кто пытался бежать из города, персы хватали и бросали в огонь с городских стен. Диодор пишет, что жертвами резни и огня стали 40 тысяч человек. Оставшееся от города пожарище царь продал за большие деньги, поскольку помимо развалин там были застывшие лужи сплавившегося золота и серебра, вероятно, подобные знаменитой коринфской бронзе, возникшей через двести лет при сходных обстоятельствах.
Теннес после этого также был предан смерти, «поскольку от него больше не было пользы».
Остальные финикийские города сдались, и область была объединена в одну сатрапию с Киликией. Иудеи, присоединившиеся к восстанию, также были наказаны, и часть их персы переселили в Гирканию, где они жили ещё в V в. н. э.

### Покорение Египта
Теперь наступил черед Египта. Зимой 343 до н. э. персы выступили в поход. Фараон Нектанеб II хорошо подготовился к обороне. Он располагал 20 тыс. греческих наёмников, таким же количеством ливийцев, а также 60 тыс. египетских воинов. Восточные подступы к Дельте были укреплены, так же как и устья всех нильских рукавов. Было подготовлено огромное количество приспособленных для войны речных судов.
План обороны египтян состоял в прикрытии важнейших направлений сетью крепостей с сильными гарнизонами, сам Нектанеб с полевой армией в 30 тыс. египтян и 5 тыс. греков занимал вторую линию обороны, а половина ливийцев составляла мобильный резерв, предназначенный для переброски на наиболее угрожаемые участки. По словам Диодора, этот вполне разумный план не удалось осуществить по причине самоуверенности Нектанеба в сочетании с неопытностью в военном деле. В предыдущей войне победу для него одержали стратеги Диофант и Ламий, а теперь царь сам хотел добиться успеха и не желал ни с кем делить командование.
В пограничной крепости Пелусии стояло пять тысяч греков под командованием спартанца Филофрона. Персидская армия подошла к египетским укреплениям ослабленной, так как по незнанию местности персы попали в большое болото, где погибла часть войска. Фиванцы попытались в одиночку взять Пелусий. Греческий гарнизон крепости произвел вылазку и вступил в жестокий бой, продолжавшийся до ночи.
Не добившись быстрого успеха, царь на следующий день разделил своих греков на три отряда под командованием греческих стратегов, к которым для надзора были приставлены по одному преданному царю персу с частью персидских войск. Сам он с оставшимися составил резерв. Для осады Пелусия был оставлен первый отряд фиванца Лакрата. Ментор, перешедший со своими людьми на службу персам, командовал третьим отрядом вместе с евнухом Багоем. Командовавший вторым отрядом Никострат с пятью тысячами отборных воинов и 80 триерами должен был совершить обходной манёвр и прорваться к одному из рукавов Нила. Он выполнил эту задачу с помощью проводников из местных жителей, семьи которых были взяты в заложники. наёмники египтян обнаружили лагерь Никострата и атаковали силами 7 тысяч человек под командованием стратега Клиния. В упорном бою воины Никострата победили, убив Клиния и перебив пять тысяч его бойцов.
Узнав об этом поражении, Нектанеб испугался, что следом за Никостратом через Нил переправится вся персидская армия, и вместо того, чтобы выступить с крупными силами и отбросить противника к реке, отвёл армию для обороны Мемфиса. Эта ошибка решила исход войны. Крепости были оставлены без поддержки, и гарнизон Пелусия, до этого успешно отражавший вражеские атаки, узнав об отступлении египтян, сдал крепость, на условии свободного выхода с тем имуществом, что можно унести на себе, и правом вернуться в Грецию.
Ментор, командовавший третьим корпусом, захватил Бубастис и множество других городов «при помощи простой военной хитрости». Поскольку везде стояли смешанные гарнизоны из греков и египтян, он повсюду распустил слух о том, что те, кто сдадутся царю, получат пощаду, сопротивляющихся же постигнет участь сидонцев. Расчет основывался на том, что местные жители ненавидели греков и, разумеется, знали об их предательстве в Сидоне. Замысел этот вполне оправдался. В гарнизонах начались раздоры, и они наперебой стали складывать оружие.
Нектанеб, видя, что города сдаются один за другим, не рискнул продолжать борьбу и, прихватив с собой большую часть царских сокровищ, бежал в Нубию.
Покорив страну, Артаксеркс срыл стены важнейших городов, разграбил храмы, вывезя из Египта огромное количество золота и серебра. Он забрал даже храмовые книги, которые потом евнух Багой, ставший царским фаворитом, за большие деньги продавал обратно жрецам.
Плутарх и Клавдий Элиан приводили анекдот о том, что царь не только ограбил храмы, но ещё и убил аписа, разрубил на куски, а на его место поставил осла. В более «крутой» версии утверждается, что он не только убил священного быка, но зажарил его и съел в компании своих приближенных. Реальность подобного святотатства вызывает у исследователей обоснованные сомнения.
Благодаря заступничеству Ментора, авторитет которого в глазах персидского царя стал непререкаем, наёмники, сражавшиеся за египтян, не были наказаны и получили возможность вернуться на родину, каковую заслугу Ментора афиняне впоследствии отметили специальным постановлением (327/326 до н. э.), текст которого сохранился.

## Итоги
Завоевание Египта было крупной победой персов, однако их власть продержалась там всего десять лет (если не считать возможного правления загадочного царя Хабабаша примерно в 338—336 до н. э.), да и самой империи Ахеменидов оставалось существовать всего 12 лет. Вся эта кампания была выиграна греческими наёмниками, без которых давно уже не обходилась ни одна серьёзная война даже на Ближнем Востоке. В сущности, войну в Египте вели одни греки против других. В очень скором времени народам Востока предстояло узнать, что окажется сильнее: греческое оружие или персидское золото.